# Gyndesoides
Gyndesoides is een geslacht van hooiwagens uit de familie Gonyleptidae.
De wetenschappelijke naam Gyndesoides is voor het eerst geldig gepubliceerd door Mello-Leitão in 1933. 

## Soorten
Gyndesoides is monotypisch en omvat slechts de volgende soort:
- Gyndesoides dispar